# Palmin

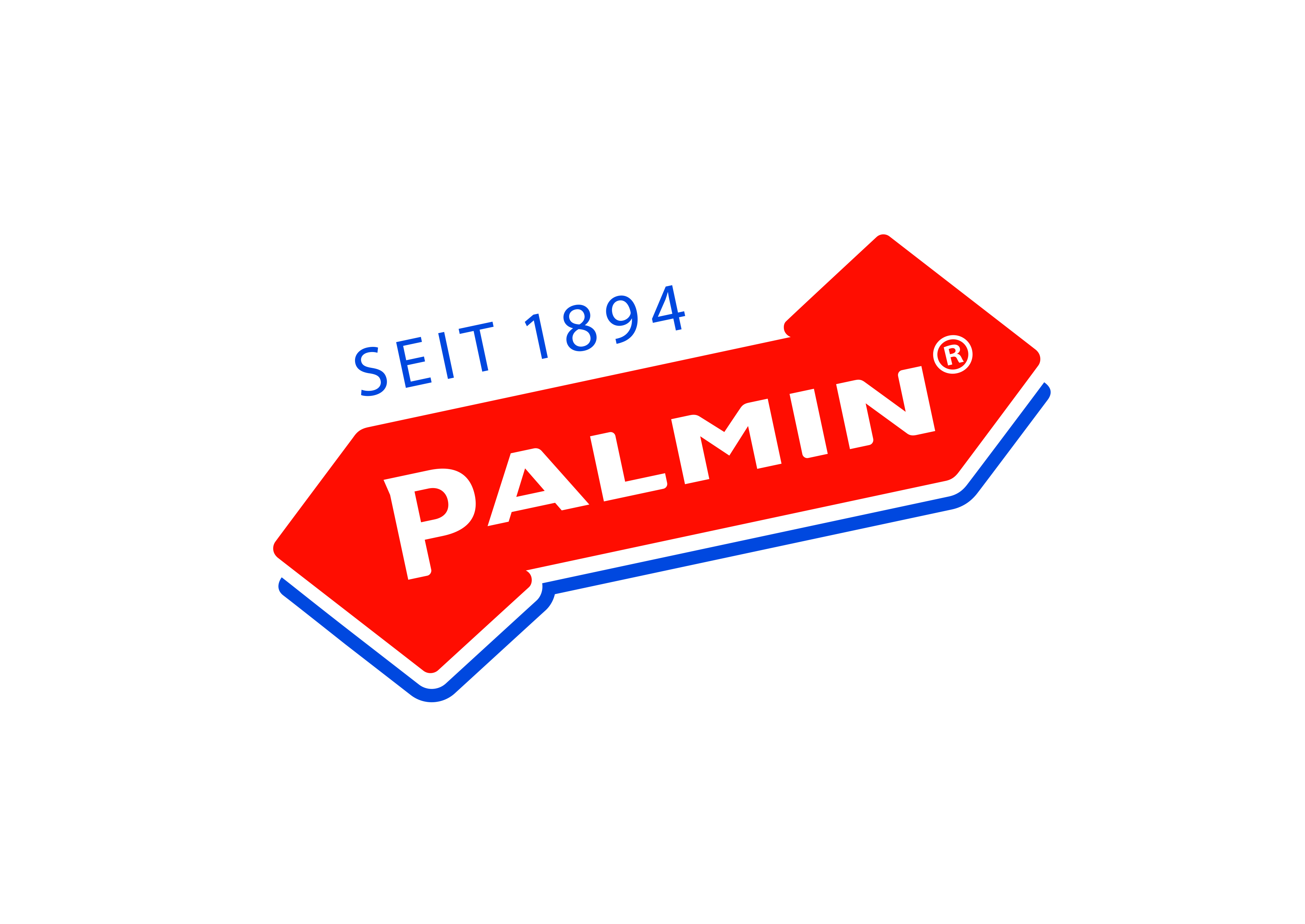
Logo der eingetragenen Wort-Bild-Marke

Palmin ist eine Markenbezeichnung für ein Kokosfett. Dieses bekannte Produkt für die Küche ist in Deutschland seit 130 Jahren auf dem Markt.

## Geschichte
Heinrich Schlinck (1840–1909) entwickelte Ende des 19. Jahrhunderts ein Verfahren, mit dem sich das Fett der Kokosnuss so aufbereiten ließ, dass es als Kochfett verwendet werden konnte. 1887 kam das Produkt unter der Bezeichnung Mannheimer Cocosbutter auf den Markt. Nach Protesten des Bundes der Landwirte wurde der Name 1894 in Palmin umgeändert. An der Markenbezeichnung lässt sich noch die Herkunft des Fettes ablesen: Palm → Palme. Der bekannte Schriftzug von Palmin stellt die Wolfsangel aus dem Wappen der Stadt Mannheim dar.
Das Produkt fand viele Abnehmer, denn Fett wurde damals größtenteils aus tierischen Produkten gewonnen und war wegen der rapiden Bevölkerungsentwicklung entsprechend knapp. Auch heute wird Palmin noch verkauft und in vielen Kochrezepten verwendet, aber auch bei der Seifenherstellung.
Palmin wurde jahrzehntelang vom Lebensmittelkonzern Unilever hergestellt und ging 2004 zusammen mit anderen ehemaligen Unilever-Marken (unter anderem Livio und Biskin) an das Elmshorner Unternehmen Peter Kölln GmbH & Co. KGaA.

## Produkte
Palmin wird ausschließlich aus Kokosfett hergestellt. Das Produkt wird unter Wärme aus Kopra gepresst und in Formen gegossen, in denen es beim Auskühlen erstarrt. Im Gegensatz zu den meisten anderen pflanzlichen Fetten enthält Kokosöl viele gesättigte Fettsäuren mit gestreckter Molekülstruktur und kristallisiert daher leicht. Die Kristallisationsfähigkeit wird bei Palmin durch Hydrierung („Fetthärtung“) eines Teils der Fettsäuren noch zusätzlich gesteigert. Darum ist Palmin auch oberhalb 15 °C vollständig fest, während ungehärtetes Kokosfett in der warmen Jahreszeit teilweise oder vollständig flüssig („Kokosöl“) vorliegt. Der höhere Schmelzpunkt des Palmins wird bei Gerichten wie Kalter Hund benötigt. Obwohl bei bestimmten Härtungsverfahren viele der schädlichen trans-Fettsäuren entstehen, fand die Stiftung Warentest bei einem Test vom Januar 2003 keinerlei trans-Fettsäuren in Palmin.
1970 wurde das Angebot um Palmin soft erweitert, bei dem auf die Verwendung gehärteter Fette verzichtet wird. Es besteht aus Sonnenblumenöl, Palmöl und Kokosfett. Es hat daher einen hohen Anteil an Linol- und Linolensäure (hauptsächlich aus dem Sonnenblumenöl), die beide bei Temperaturen, die für das Braten typisch sind, zum Teil zu trans-Fettsäuren isomerisiert werden. Entgegen den Erwartungen geht daher die Gefahr von schädlichen trans-Fettsäuren im Essen in diesem Falle eher von dem Produkt ohne gehärtete Fette statt von dem mit gehärteten Fetten aus.
Bei einem Test der Zeitschrift ÖKO-TEST im Jahr 2009 fand diese wiederum nur geringe Spuren der als schädlich im Verdacht stehenden Glycidol-Fettsäureester. Ob die Ergebnisse sich auf das erhitzte oder nicht erhitzte Produkt beziehen, ist nicht bekannt.
Zu den gesundheitlichen Wirkungen des Verzehrs von Kokosfett siehe auch den entsprechenden Abschnitt des Artikels Kokosöl.